# Pseudalleucosma albonotata
Pseudalleucosma albonotata är en skalbaggsart som beskrevs av Franz Antoine 1989. Pseudalleucosma albonotata ingår i släktet Pseudalleucosma och familjen Cetoniidae. Inga underarter finns listade i Catalogue of Life.